# Frauke Steiner
Frauke Steiner (* 1967 in Freiburg im Breisgau) ist eine deutsche Schauspielerin und Regisseurin.

## Leben
Frauke Steiner studierte Schauspiel in München und akademisches Kulturmanagement an der Universität Wien. Sie ist Coachin, akkreditiert durch die Weiterbildungsakademie Österreich und von der International Coach Federation (ICF) mit 170 geprüften ACSTH – spezifischen Trainingsstunden – anerkannt. Sie ist Leiterin der filmschool vienna, einer Schauspielschule für Film.
Von 1987 bis 2004 war sie als Schauspielerin an deutschen und österreichischen Bühnen tätig. Ihre Stationen führten sie über das Theater Regensburg, das Theater für Niedersachsen, das Theater Erfurt, das Grillo-Theater in Essen und die Kaserne Basel zuletzt an das Schauspielhaus Graz. Sie hat in etlichen Film-, Fernseh- und Kinoproduktionen gespielt. Seit 2003 lebt sie in Wien mit ihrer Ehefrau Verena und dem Sohn Nikolaus.

## Filmografie (Auswahl)
- 1995: Reise nach Weimar (TV-Film)
- 1997: Sophie: Schlauer als die Polizei (TV-Serie)
- 1998: Tatort: Schwarzer Advent
- 2007: Heile Welt (Kinofilm)
- 2011: Sternheim
- 2012: Grimm’s Snow White
- 2012: Stille Nacht
- 2014: High Performance (Kinofilm)
- 2018: parentsonpornhub (Charity spot)
- 2020: Ich und die Anderen (TV-Serie)

## Theater (Auswahl)

### Schauspiel
- Lulu / Lulu / Wedekind / Rudolf Zollner
- Amalia / Die Räuber / Schiller / Klaus Stephan
- Hase / Hase Hase / Serreau / Klaus Stephan
- Elise / Der Geizige / Molière / Klaus Stephan
- Shen Te & Shui Ta / Der gute Mensch von Sezuan / Brecht / Friedo Solter
- Lavinia / Titus Andronicus / Shakespeare / Robin Telfer
- Iphigenie / Iphigenie auf Tauris / Goethe / Robin Telfer
- Doris / Das kunstseidene Mädchen / Keun / Christine Knecht
- Molly / Molly Sweeney / Brian Friel / Wojtek Klemm
- Minna / Minna von Barnhelm / Lessing / Robert Schmidt
- Anna Mahr / Einsame Menschen / Wolfram Krempel
- Anna / Hautnah / Marber / Klaus Kusenberg
- Lady Milford / Kabale und Liebe / Schiller / Wolfram Krempel
- Arbeit /ARBEIT MACHT REICH / Ensemble / Volker Lösch
- Agnes Sorel / Die Jungfrau von Orleans / Schiller / Volker Lösch
- Erika Mann / Mephisto / Klaus Mann / Antoine Uitdehaag
- Gräfin Orsina / Emilia Galotti / Lessing / Wolfram Krempel
- Kaca / Belgrader Trilogie / Biljana Srbljanovic / Jürgen Bosse
- Klytaimnestra/Christine Mannon / Trauer muss Elektra tragen / O’Neill / Matthias Fontheim
- Schmitt / Bandscheibenvorfall / Ingrid Lausund / Augustin Jagg
- Chanteuse / Shockheaded Peter / Crouch & McDermott / Gil Mehmert

### Regie
- Wertsachen – eine Probe, Stückentwicklung – Wien Rampenlicht
- Channel Troy, Stückentwicklung – Wien Werk E
- Schön Schlafen, Claudia Tondl – Theaterstück – Wien w@lz
- Der Kick, Andres Veiel, Theaterstück, Publikumspreis Jugendfestival Burgtheater
- Am Besten durch die Kiemen. Mit Musik, Stückentwicklung, Wien – Dreiraum Theater, Kosmos Theater, Frauenhetz, WUK
- Drei Schwestern. Moskau einfach., Stückentwicklung – Zürcher Theaterspektakel, MP30 Festival Salzburg, uni-T Graz
- Exit, Theaterstück, Christian Winkler, Graz – Short-Cuts-Wettbewerb